# Robert Burns (Politiker, 1792)
Robert Burns (* 12. Dezember 1792 in Hudson, Hillsborough County, New Hampshire; † 26. Juni 1866 in Plymouth, New Hampshire) war ein US-amerikanischer Politiker. Zwischen 1833 und 1837 vertrat er den Bundesstaat New Hampshire im US-Repräsentantenhaus.

## Werdegang
In seiner Kindheit kam Robert Burns mit seinen Eltern nach Rumney im Grafton County. Später studierte er in Warren Medizin. Zeitweise arbeitete er dort auch als Lehrer. Im Jahr 1815 verbesserte er seine medizinischen Kenntnisse am Dartmouth College. Danach begann er in Warren als Arzt zu praktizieren. Im Jahr 1818 verlegte er seine Praxis nach Hebron; 1824 wurde er Mitglied der New Hampshire Medical Society.
Burns war Mitglied der von Andrew Jackson gegründeten Demokratischen Partei. Im Jahr 1831 wurde er in den Senat von New Hampshire gewählt. Bei den Kongresswahlen des Jahres 1832, die staatsweit abgehalten wurden, errang er das zweite Abgeordnetenmandat von New Hampshire im US-Repräsentantenhaus. In Washington, D.C. trat er am 4. März 1833 die Nachfolge von Thomas Chandler an. Nach einer Wiederwahl im Jahr 1834 konnte er bis zum 3. März 1837 zwei Legislaturperioden im Kongress absolvieren, die von den Diskussionen um die Politik von Präsident Jackson überschattet waren. Dabei ging es um die Bankenpolitik des Präsidenten, die Nullifikationskrise mit dem Staat South Carolina und die Durchführung des Indian Removal Act.
Nach dem Ende seiner Zeit im Repräsentantenhaus zog Robert Burns nach Plymouth in New Hampshire, wo er bis zu seinem Tod im Jahr 1866 als Arzt praktizierte.